# Nikolaiturm (Görlitz)
Der 45 Meter hohe Nikolaiturm ist Teil der ehemaligen Stadtbefestigung von Görlitz. Er befindet sich im ältesten Teil der Stadt und grenzt direkt an die Nikolaivorstadt. Zusammen mit dem Dicken Turm und dem Reichenbacher Turm, sind drei der vier Wehrtürme von Görlitz erhalten.

## Geschichte
Vermutlich war der Nikolaiturm bereits vor der ersten großen Ortserweiterung 1250 Bestandteil der Görlitzer Stadtbefestigung. 1348 wurde er erstmals urkundlich erwähnt. Ebenso wie die anderen Türme der Stadt war er Teil eines Stadttores. Das Nikolaitor war wie das Frauentor dreifach ausgeführt. Das innere, stadteinwärtige Tor stand zwischen Turm und Nikolaizwinger in etwa auf der Höhe des Zuganges zum Karpfengrund. In der Mitte folgte ein Tor mit starkem Fallgatter. Das äußere Tor stand im Nikolaigraben und war mit einer Zugbrücke mit der Nikolaivorstadt verbunden. Die Zugbrücke bedeckte im aufgezogenen Zustand das gesamte Tor.
Der Zugang zum Turm erfolgte über die Stadtmauer bzw. über eine außen liegende Treppe. Nach dem Stadtbrand 1717 wurde die ehemals schlanke, steile Spitze durch eine barocke Haube ersetzt. Wie große Teile der Stadtbefestigung wurde auch das zum Turm gehörige Tor 1848, nachdem erst 13 Jahre zuvor die Brücke erweitert wurde, abgebrochen. Ursprünglich konnte man die oberen Räumlichkeiten des Nikolaiturmes über eine außenliegende Treppe erreichen. Erst 1752 entstand der ebenerdige Eingang durch die an dieser Stelle 2,86 m dicke Mauer. 1903 verließ der letzte Türmer die Türmerstube im Obergeschoss. Von 1969 bis 2015 wurde der Bau vom Zirkel Görlitzer Heimatforschern e. V. als Ausstellungs- und Aussichtsturm bewirtschaftet, unter anderem wurde eine umfangreiche Sammlung historischer Schlösser, Beschläge und Leuchten aufgebaut.
Seit Herbst 2016 betreiben der Förderverein Kulturstadt Görlitz-Zgorzelec und das Kulturhistorische Museum Görlitz gemeinsam den Turm.

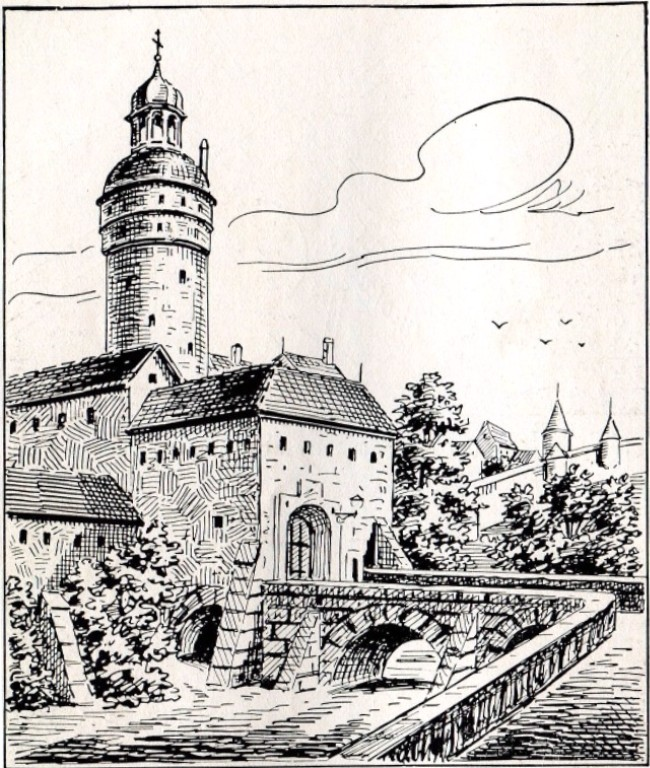
Historische Befestigung des Turms
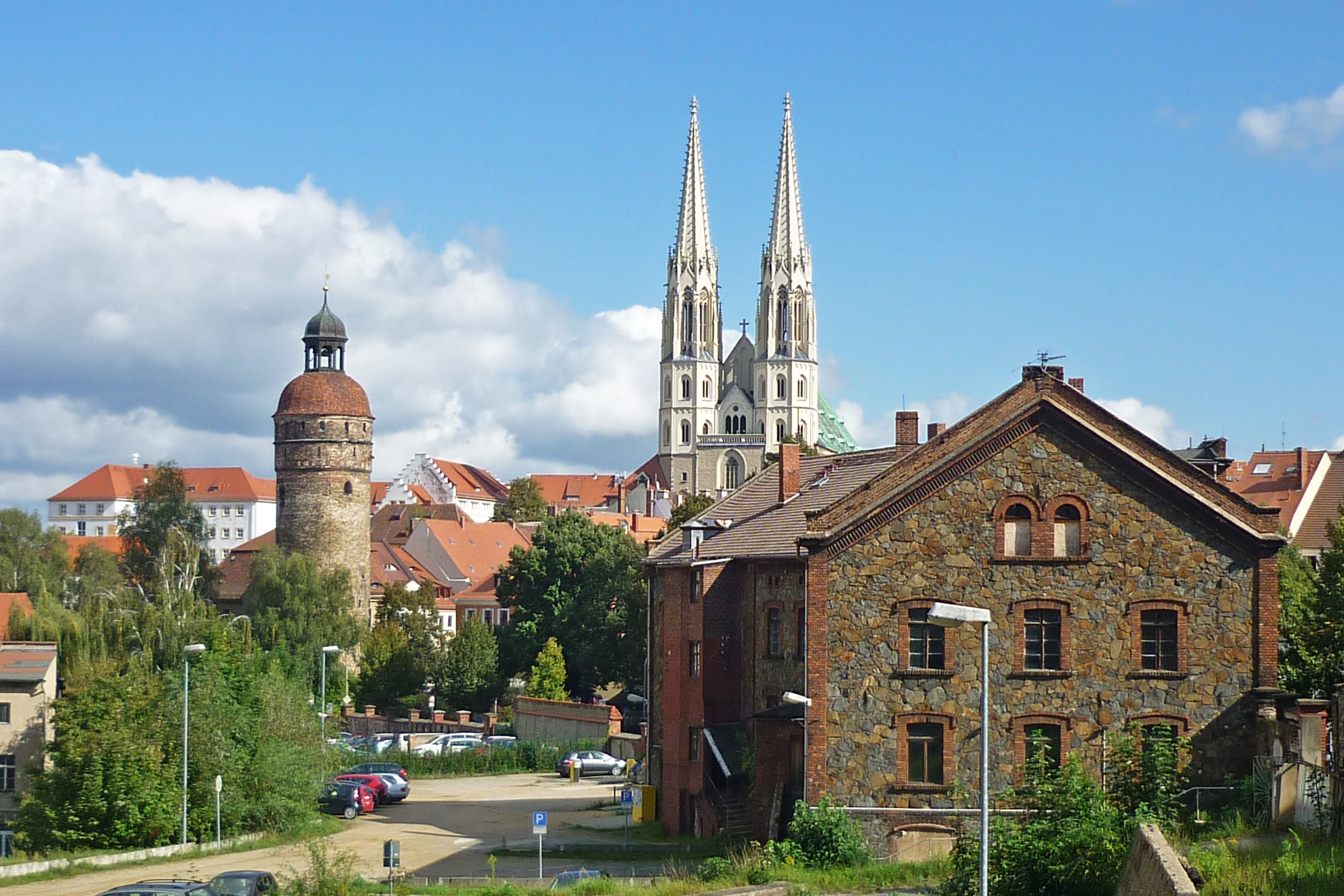
Nikolaiturm und Peterskirche
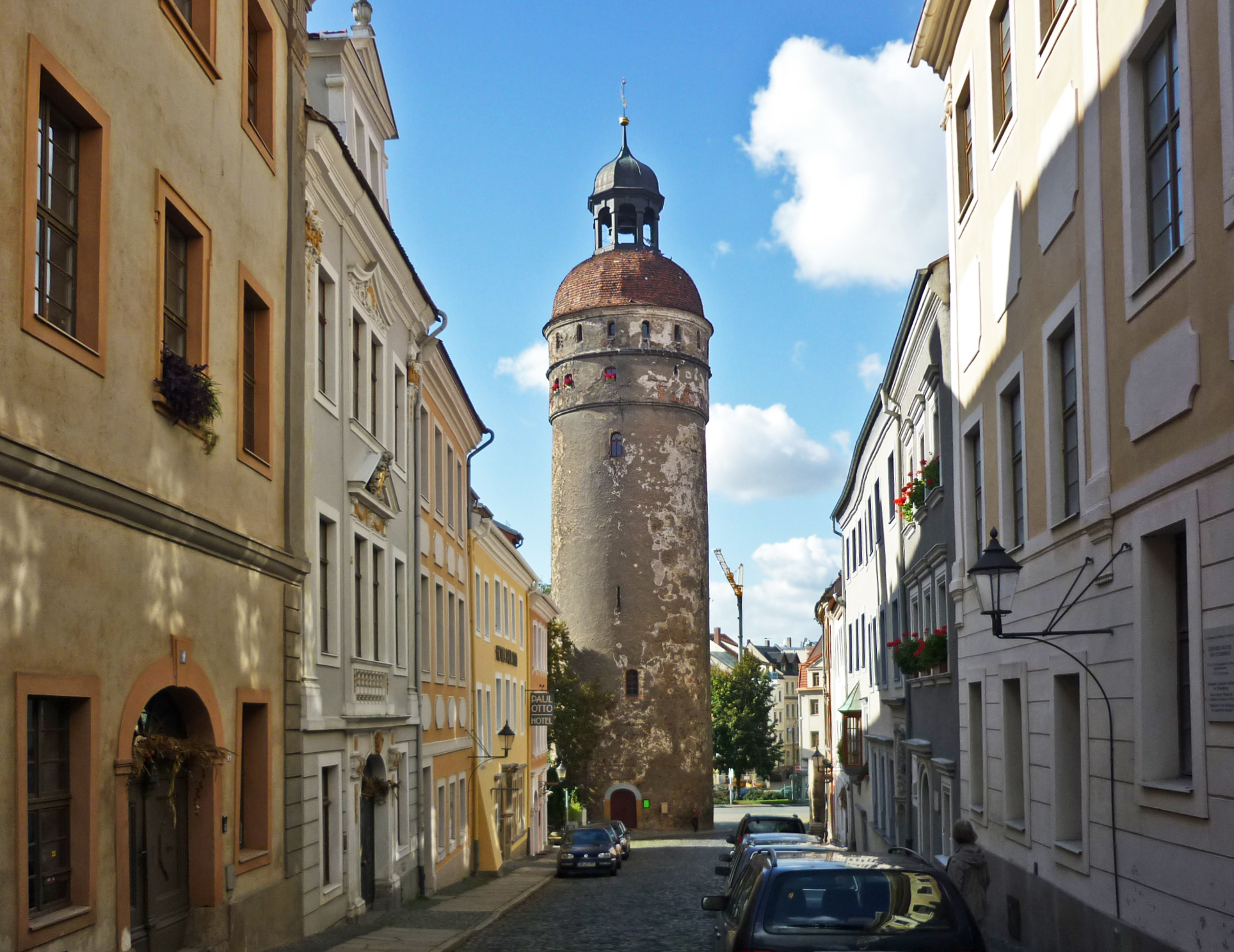
Sicht von der Nikolaistraße auf den Turm
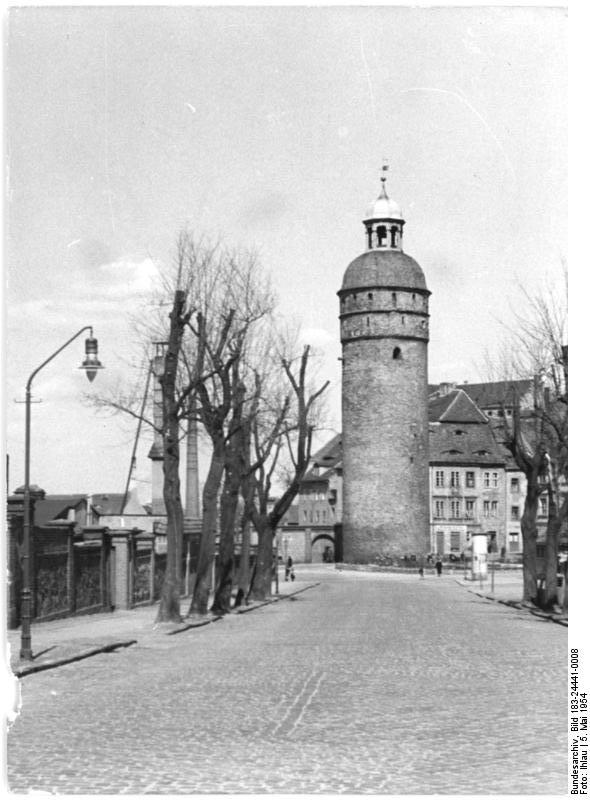
Nikolaiturm 1954